# 中川拓真
中川拓真（2002年7月17日—）是爱知县丰桥市出身的日本职业棒球运动员，司職捕手 。右投右打。隶属于东京养乐多燕子队。

## 經歷

### 早期生涯
就讀丰桥市立东陵中学時，效力於东三河少年棒球队，也是学校田径隊成员。三年级時参加了青少年奥林匹克田径锦标赛的铅球項目，并以14.20公尺的的成绩获得全国第六名 。
他高中升入丰橋中央高等學校。二年级秋季爱知大会的三位决赛是他的最佳成绩 ，而三年级夏季的第102届全国高中棒球锦标赛因疫情取消，未能参加甲子园。作为替代比赛的夏季爱知县高中棒球大会中，他在第五轮被淘汰值得一提的是，他的学弟是星野真生。

### 欧力士时代
在2020年10月26日举行的职业棒球选秀大会上，他被欧力士·巴法罗队以第五轮选中。11月27日在丰桥市进行入团谈判，达成了合同金额为3000万日元，年薪450万日元（金额为估算）的协议。12月19日举行了入团发布会。由于同年中川颯入团，而中川圭太此前就已在队，因此在报道和计分板上以“中川拓”来标示。他的背号是62。
2021年，他在二军出场了14场比赛。2022年，他在二军的出场次数增加到46场，但将正捕手的位置让给了福永奨。
由于左手的舟骨骨折，2023年他在二军的出场次数减少到20场。在入团后的三年里，他没有获得一军出场的机会，二军的出场机会也相对较少。最终在同年10月30日，他收到了战力外通知。在此时，球队提出了以育成选手身份重新签约的建议，但中川选择了寻求新的环境，决定退团。他于11月15日参加了12支球队的联合试训。

### KAL/熊本时代
同年11月27日，他宣布加盟九州亚洲联赛的火之国萨拉曼德队。在10月，该球队也宣布了投手兼任教练（后来成为代理经理）荒西祐大的加盟，而荒西曾在欧力士效力，正是他的努力促成了中川的加入 。
在2024年，他在火之国队成功获得了职业生涯中的第一个常规球员位置。截至6月末，他出场了29场比赛，打出0.298的打率、2支本垒打和15分打点。7月2日，球队宣布他将加盟东京养乐多燕子队，并于同日解除与他的合約，成为自由球员。

### 养乐多时代
2024年7月3日，他正式宣布加盟东京养乐多燕子队，背号为90。

## 選手特徵
他是一名具有长打力的捕手，高中时期累计打出了44支本垒打，远投能力达到110米 。向二垒的传球时间为1.83秒。在加入欧力士后进行的力量测试中，他在同届的高中毕业新球员中取得了最高的成绩 。在在火之国队，他不仅担任捕手，还作为一垒手出场 。

## 詳細情報

### 背號
- 62 (2021-2023)
- 10 （2024年-同年7月2日）
- 90 （2024年7月3日-）

## 外部連結
- 中川拓真在日本職棒（英语）
- 中川拓真在Baseball-Reference.com（小聯盟以及海外聯盟）（英语）